# クッカメキ (小惑星)
クッカメキ (2159 Kukkamäki) は、小惑星帯に位置する小惑星。
1941年10月、フィンランドの天文学者リイシ・オテルマが、フィンランドのトゥルクで発見した。

## 名称
フィンランドの測地学者タウノ・クッカメキ（Tauno Johannes Kukkamäki, 1909年 - 1997年）にちなみ、彼が70歳の誕生日（1979年10月11日）を迎えるのを記念して名付けられた。この命名は1979年11月1日の小惑星回報で公表されている。
クッカメキは天文学者ユルィヨ・バイサラ（1891年 - 1971年）の弟子で、長年にわたりフィンランド測地学協会の会長を務めたほか、いくつかの国際的な科学者の組織でも活動しており、命名当時は国際測地学協会の会長を務めていた。なお、発見者のオテルマ（1915年 - 2001年）はバイサラの助手を務めた人物である。

## 註
1. 1 2 3  MPC 5013（1979年11月1日）